# Melpomene penetralis
Melpomene penetralis är en spindelart som först beskrevs av F. O. Pickard-Cambridge 1902.  Melpomene penetralis ingår i släktet Melpomene och familjen trattspindlar.
Artens utbredningsområde är Costa Rica. Inga underarter finns listade i Catalogue of Life.